# Лэнс-Боттомс, Киша
Киша Лэнс-Боттомс (англ. Keisha Lance Bottoms; род. 18 января 1970, Атланта) — американский юрист и политик, мэр Атланты с 2018 по 2022 год.

## Биография
В 1991 году получила степень бакалавра искусств во Флоридском A&M университете, в 1994 году — степень доктора права в университете штата Джорджия. С 2000 по 2010 год занималась частной адвокатской практикой, с 2010 по 2018 год состояла депутатом городского совета Атланты.
7 ноября 2017 года по итогам первого тура выборов мэра Атланты вышла вместе с Мэри Норвуд во второй тур, который состоялся 5 декабря. После нескольких пересчётов бюллетеней Лэнс-Боттомс была признана победителем с минимальным преимуществом (46 661 голосов против 45 840). Норвуд признала поражение, но заявила, что ради будущего Атланты не будет оспаривать нарушения процедуры, имевшие место в ходе выборов.
2 января 2018 года вступила в должность мэра Атланты.
29 мая 2020 года общенациональный резонанс получило заявление Лэнс-Боттомс на пресс-конференции с осуждением беспорядков в Атланте, возникших из антирасистских протестов после гибели афроамериканца Джорджа Флойда.
16 июля 2020 года губернатор Джорджии республиканец Брайан Кемп подал судебный иск против Лэнс-Боттомс за введённое ей в Атланте обязательное ношение медицинских масок в общественных местах с целью противодействия эпидемии COVID-19, обвинив мэра Атланты в нарушении указа губернатора о чрезвычайном положении в штате, который запрещал местным властям использование более строгих мер, чем предусмотренные этим документом.
16 июня 2022 года официально объявлено, что Лэнс-Боттомс возглавит Управление по связям с общественностью и межправительственным отношениям в администрации президента Байдена.

## Личная жизнь
В октябре 1994 года Киша Лэнс вышла замуж за адвоката Дерека Боттомса (венчались в методистской церкви). Они познакомились тремя годами раньше, когда были студентами в университете Джорджии. В их семье четверо детей — три сына и дочь, все приёмные.